# Дайняй (Расейняйський район)
Дайняй (Dainiai) — хутір у Литві, Расейняйський район, Расейняйське староство, знаходиться за 7 км від Расейняя. 2001 року в Дайняї проживало 2 людей, 2011-го — 7.

## Принагідно
- Dainių kaimas, Raseinių rajonas
- Dainiai (Raseiniai) [Архівовано 17 листопада 2016 у Wayback Machine.]

| Литва | Це незавершена стаття з географії Литви. Ви можете допомогти проєкту, виправивши або дописавши її. |